# Solo!
| Recensione | Giudizio |
| ---------- | -------- |
| AllMusic   | [ 2 ]    |

Solo! è un album discografico del contrabbassista jazz italiano Furio Di Castri, pubblicato dall'etichetta discografica Splasc(h) Records nel 1987.

## Tracce

### LP
Brani composti da Furio Di Castri, eccetto dove indicato
Lato A
1. Stillness – 4:52
2. After the Schnitzel – 4:58
3. Blanca Snow – 1:56 (Enrico Rava)
4. Delights – 6:04
5. Minor Mood – 3:36

Lato B
1. The High Castle – 4:38
2. A Night in Bir Bou Rekba – 6:05
3. Fall Mutations – 6:21
4. Somewhere After – 4:44

## Musicisti
- Furio Di Castri - contrabbasso
- Emanuele Ruffinengo - tastiere (brani: Blanca Snow e The High Castle)

Note aggiuntive
- Furio Di Castri e Peppo Spagnoli - produttori
- Registrazioni e mixaggi effettuati al REM Studio di Bra (Cuneo), 11-12 aprile e 15 maggio 1987
- Emanuele Ruffinengo - ingegnere del suono
- Furio Di Castri - Illustrazione copertina frontale album originale
- A. Stracqualuni - fotografia retrocopertina album originale
- Peppo Spagnoli - lay-out[3]